# Léonardo Delfino
Léonardo Delfino, né 10 décembre 1928 à Turin et mort le 1er août 2022 à Maisons-Alfort, est un sculpteur français.

## Biographie
Leonardo Delfino grandit  au sein d’un milieu pauvre. Son père est artiste. Sa famille émigre en 1936 en Argentine. A 14 ans, il est exclu du système scolaire argentin pour « manque de respect au drapeau national ». Il prépare seul le concours d'entrée à l’Ecole des Beaux-Arts de Buenos Aires qu'il obtient. Au bout de quelques mois, il quitte l'école du fait d'un scandale dont il est accusé.
A 26 ans, il rencontre Olga Saderman qui suivait des cours de sculpture dans l'atelier du Parti communiste créé par Delfino. Ils se marient et partent s’installer à Paris en 1959. En 1975, il acquiert la nationalité française. 
En 2020, une monographie est publiée avec le soutien financier de l'Académie des Beaux-Arts. 

## Collections publiques

### Dans l'espace public
- 1972 : Sculpture pour un espace public, place de l'Insurrection, Ivry-sur-Seine.
- 1979-1981 : Lieux du corps, sculpture pour la société Technip, tour Technip, Paris-La Défense.
- 1980-1981 : Liaison piétonne, quartier du Pave-Neuf, Noisy-le-Grand.
- 1985 : Fontaine, opération de la Ruelle Danseuse, Saint Étienne-du-Rouvray.
- 1990 : La colonne du corps, Place Nationale, Paris (13e arrondissement)[8].
- CES de Vic-en-Bigorre, Hautes-Pyrénées.
- Sculpture pour un espace public, siège de la sécurité sociale, Vitry-sur-Seine.
- CES de Lomme, Lomme, Nord.
- Groupe scolaire de Proville, Nord.
- Groupe scolaire de Grande-Synthe, Pas-de-Calais. Groupe scolaire de Pierricq, Biscarosse, Landes.
- Groupe scolaire Gustave-Flaubert, Trappes.
- Lycée technique, Oyonnax, Ain.
- Sculpture pour un espace public, La Sourderie, ville nouvelle de Saint-Quentin-en-Yvelines.
- Sculpture, Hôtel du département, Créteil.
- Sculptures et aménagement du mail d'accès aux berges du lac, La Sourderie, Voisins-le-Bretonneux, ville nouvelle de Saint-Quentin-en-Yvelines.
- Sculpture, parc olympique, Olympiades des Arts, Séoul, Corée.
- 3 sculptures monumentales 8.1 'Hôtel Beaufort Sentosa, Singapour.

### Dans des musées
- 1964 : Navire spatial, Musée d'Art moderne de Paris[9].
- 1965 : Eros, Musée d'Art contemporain de Montréal, Canada[10].
- 1968 : L'organe de la vision, musée de Gajac[11].
- 1969 : Le fond des eaux, Centre national des arts plastiques (CNAP)[12].
- vers 1969 : Blason, Musée d'Art moderne de Paris[13].
- 1971 : Le souverain I, Musée d'Art moderne de Paris[14].
- 1973 : Corps de femme, CNAP[15].
- 1975 : Le double, Musée d'art et d'histoire (Belfort)[16].
- 1985 : Etude pour la ville de Paris, CNAP[8].
- Symbiose II, CNAP[17].
- Musée des Beaux-Arts, Ostende, Belgique[18].

## Expositions
- 1962 : Galerie Creuze[19].
- 1962 : L'art argentin, Musée d'art moderne de Paris[19].
- Galerie Delta, Rotterdam (1970)
- Maison de la Culture, Rennes (1973)
- Galerie Arcanes, Bruxelles (1974)
- Centre Culturel J. - Prévert, Villeparisis (1980)
- Galerie Darthéa Speyer, Paris (1970, 1972, 1975, 1988, 1989, 1992)
- Galerie Agnès Nord, Paris (2023)

## Distinctions
- 1969 : Prix "Susse" du salon de la jeune sculpture[18].
- 1995 : Prix de sculpture Paul-Louis Weiller, Académie des Beaux-Arts[18].